# 천금을 마다한 사나이
《천금을 마다한 사나이》(Mr. Deeds Goes To Town)는 미국에서 제작된 프랭크 캐프라 감독의 1936년 코미디 영화이다. 게리 쿠퍼 등이 주연으로 출연하였고 프랭크 캐프라 등이 제작에 참여하였다. 제9회 아카데미상에서 캐프라가 감독상을 수상했으며, 작품상, 남우주연상 등 4개 부문에 후보로 올랐다.

## 줄거리
대공황 시절. 버몬트주의 마을 맨드레이크 폴스에서 탤로 사업을 꾸리며 틈틈히 연하장 문구 시인으로 일하던 롱펠로 디즈, 즉 디즈씨(Mr. Deeds)는 삼촌 마틴 셈플로부터 2천만 달러를 상속 받는다.
마틴 셈플의 변호사 존 시더는 디즈씨를 뉴욕으로 부르고 전직 기자 코닐리어스를 시켜 언론의 접근을 막는다. 하지만 기자 베이브 베넷은 디즈씨에게 가난한 노동자 메리 도슨으로 위장 접근해 그의 마음을 얻어낸 뒤, 디즈씨를 소재로 특종 기사들을 발표하며 그를 시골 무지렁이로 묘사하고 "신데렐라 맨"이란 멸칭을 붙여준다.
존 시더는 자신이 저질러온 부정을 덮기 위해 디즈씨에게 위임장을 얻어내려 하지만 실패한다. 베이브 베넷은 자신의 행동을 후회하고 신문사를 그만두지만 존 시더가 디즈씨에게 정체를 폭로한다. 디즈씨는 크게 상심해 맨드레이크 폴스로 돌아가려 하는데, 한 농부가 베이브 베넷의 기사만 믿고 디즈씨의 집에 총을 들고 침입한다. 디즈씨는 농부의 하소연을 들은 뒤 10 에이커 크기의 농장을 수천 명의 무주택 농부들에게 무상으로 나눠주기로 한다.
이에 존 시더는 디즈씨의 친척인 셈플씨와 편을 먹고 디즈씨를 권리능력이 없는 정신병자로 만들기로 한다. 공판에 나온 정신과 의사는 베이브 베넷의 기사를 바탕으로 디즈씨를 양극성 장애라고 진단한다. 디즈씨가 자기 변호를 하지 않자 베이브 베넷이 나서 그를 변호하며 자책한다. 이에 힘을 얻은 디즈씨는 존 시더의 발언을 조목조목 반박하고 정신 이상이 아니라는 판정을 받는다. 디즈씨와 베이브 베넷은 재결합한다.

## 출연

### 주연
- 게리 쿠퍼 - 롱펠로 디즈 역
- 진 아서 - 루이즈 '베이브' 베넷 / 메리 도슨 역

### 조연
- 조지 밴크로프트 - 맥 웨이드 역
- 라이어널 스탠더 - 코닐리어스 코브 역
- 더글러스 덤브릴 - 존 시더 역
- 레이먼드 월번 - 월터 역
- H. B. 워너 - 판사 메이 역
- 루스 도널리 - 메이블 도슨 역
- 월터 캐틀렛 - 모로 역
- 존 레이 - 농부 역
- 제이미슨 토머스 - 셈플씨 역

## 기타
- 의상: 새뮤얼 랭